# 懿公 (魯)
懿公（いこう、生年不詳 - 紀元前807年）は、魯の第10代君主。名は戯。武公の子で、武公の後を受けて魯国の君主となった。後に長兄の姫括の子の伯御を支持する魯国人によって懿公は殺害された。在位9年。

## 家庭
父親
- 武公姫具

兄弟
- 長兄姫括
- 弟孝公姫称

## 紀年
| 魯懿公 | 元年    | 2年     | 3年     | 4年     | 5年     | 6年     | 7年     | 8年     | 9年     |
| ------ | ------- | ------- | ------- | ------- | ------- | ------- | ------- | ------- | ------- |
| 西暦   | 前815年 | 前814年 | 前813年 | 前812年 | 前811年 | 前810年 | 前809年 | 前808年 | 前807年 |
| 干支   | 丙戌    | 丁亥    | 戊子    | 己丑    | 庚寅    | 辛卯    | 壬辰    | 癸巳    | 甲午    |